# Doris Fuakuputu
Doris Fuakuputu (* 18. dubna 1984) je konžský fotbalista hrající na postu útočníka, který v současnosti hraje za kuvajtský fotbalový klub Al Arabi SC.